# Фармингтон (Мэн)
Фа́рмингтон (англ. Farmington) — город в округе Франклин, штат Мэн, США. Административный центр округа. Согласно данным переписи населения США 2010 года, население города составляло 7760 человек.

## История
До прихода европейцев территория округа была населена представителями индейского племени абенаков.
Поселение, из которого позднее вырос город, было основано 1 февраля 1794 года на территории плантации Санди-Ривер (Sandy River Plantation).
В 1838 году Фармингтон получил статус административного центра новообразованного округа Франклин. В 1859 году в городе была построена конечная станция Андроскоггинской железной дороги (Androscoggin Railroad). В 1879 году через город был проложен участок железной дороги Сенди-Ривер — Рейнджели-Лейкс (Sandy River and Rangeley Lakes Railroad)

## География
Город находится в юго-западной части штата, на берегах реки Санди-Ривер (левый приток реки Кеннебек), на расстоянии приблизительно 40 километров к северо-западу от Огасты, административного центра штата. Абсолютная высота —121 метр над уровнем моря.

Согласно данным бюро переписи населения США, площадь территории города составляет 144,57 км², из которых, 144,18 км² приходится на сушу и 0,39 км² (то есть 0,27 %) на водную поверхность.

## Климат
Климат Фармингтона влажный континентальный (Dfb в классификации климатов Кёппена), с морозной, снежной зимой и теплым летом. Среднегодовое количество осадков — 1185,1 мм.
| Показатель                    | Янв.  | Фев.  | Март  | Апр.  | Май   | Июнь  | Июль | Авг.  | Сен. | Окт.  | Нояб. | Дек.  | Год    |
| ----------------------------- | ----- | ----- | ----- | ----- | ----- | ----- | ---- | ----- | ---- | ----- | ----- | ----- | ------ |
| Абсолютный максимум, °C       | 17    | 16    | 25    | 32    | 36    | 38    | 37   | 38    | 35   | 32    | 24    | 18    | 38     |
| Средний суточный максимум, °C | −3,4  | −1    | 3,9   | 10,8  | 18,6  | 23,2  | 25,9 | 24,9  | 20,1 | 13,7  | 6,2   | −0,4  | 11,9   |
| Средний суточный минимум, °C  | −16,2 | −14,2 | −8,1  | −1,7  | 3,4   | 8,8   | 11,8 | 10,8  | 5,5  | 0,6   | −3,5  | −11,2 | −1,2   |
| Абсолютный минимум, °C        | −39   | −38   | −32   | −19   | −7    | −3    | 0    | −2    | −7   | −12   | −26   | −35   | −39    |
| Норма осадков, мм             | 94,7  | 71,4  | 102,4 | 104,1 | 100,8 | 114,3 | 92,7 | 100,1 | 94,7 | 103,1 | 106,7 | 100,1 | 1185,1 |
| Источник:                     |       |       |       |       |       |       |      |       |      |       |       |       |        |

## Демография
По данным переписи населения 2010 года в Фармингтоне проживало 7760 человек (3515 мужчин и 4245 женщин), 1597 семей, насчитывалось 3072 домашних хозяйства и 3441 единица жилого фонда. Средняя плотность населения составляла около 53,82 человека на один квадратный километр.

Расовый состав города по данным переписи распределился следующим образом: 96,89 % — белые, 0,26 % — афроамериканцы, 0,41 % — коренные жители США, 0,35 % — азиаты, 0,08 % — жители Гавайев или Океании, 0,28 % — представители других рас, 1,73 % — две и более расы. Число испаноязычных жителей любых рас составило 1,29 %.

Из 3559 домашних хозяйств в 23,1 % — воспитывали детей в возрасте до 18 лет, 38,2 % представляли собой совместно проживающие супружеские пары, в 9,9 % семей женщины проживали без мужей, в 3,9 % семей мужчины проживали без жён, 48 % не имели семьи. 34,1 % от общего числа семей на момент переписи жили самостоятельно, при этом 13 % составили одинокие пожилые люди в возрасте 65 лет и старше. Средний размер домашнего хозяйства составил 2,17 человека, а средний размер семьи — 2,75 человека.

Население города по возрастному диапазону по данным переписи 2010 года распределилось следующим образом: 16 % — жители младше 18 лет, 27,2 % — между 18 и 24 годами, 18,3 % — от 25 до 44 лет, 23,3 % — от 45 до 64 лет и 15,5 % — в возрасте 65 лет и старше. Средний возраст жителей составил 32,1 года.

## Известные уроженцы
- Лиллиан Нордика (1857—1914) — американская оперная певица.